# Jair Marinho de Oliveira
Jair Marinho de Oliveira (Santo Antônio de Pádua, 1936. július 17. – 2020. március 7.) világbajnok brazil válogatott labdarúgó.
A brazil válogatott tagjaként részt vett az 1962-es világbajnokságon.

## Sikerei, díjai

### Játékosként
Fluminense
- Carioca bajnok (1): 1959
- Torneio Rio-São Paulo (2): 1957, 1960

Brazília
- Világbajnok (1): 1962